# جوشوا سوتيريو
جوشوا سوتيريو (بالإنجليزية: Jaushua Sotirio)‏ (11 أكتوبر 1995 بسيدني في أستراليا - ) هو لاعب كرة قدم أسترالي في مركز الهجوم. شارك مع منتخب أستراليا تحت 20 سنة لكرة القدم ومنتخب أستراليا الوطني لكرة القدم تحت 23 سنة. أما مع النوادي، فقد لعب مع ماركوني ستاليونز ونادي وسترن سيدني واندررز.

## روابط خارجية
- جوشوا سوتيريو على موقع الاتحاد الدولي (مؤرشف)  (الإنجليزية)
- جوشوا سوتيريو على موقع قاعدة بيانات كرة القدم.إي يو (الإنجليزية)
- جوشوا سوتيريو على موقع Soccerway.com (الإنجليزية)